# Nāḩiyat Shaddādah
Nāḩiyat Shaddādah (arabiska: ناحية الشدادة, ناحية شدادة) är ett subdistrikt i Syrien.   Det ligger i provinsen al-Hasakah, i den östra delen av landet, 500 km nordost om huvudstaden Damaskus.
Trakten runt Nāḩiyat Shaddādah är ofruktbar med lite eller ingen växtlighet. Runt Nāḩiyat Shaddādah är det ganska tätbefolkat, med 179 invånare per kvadratkilometer.